# Brooke Armstrong Campbell
Brooke Armstrong Campbell est un personnage de fiction féminin de la série télévisée américaine Melrose Place. Elle est interprétée par Kristin Davis.
Introduite à partir de la saison 3 en tant qu'interne de la société D&D, Brooke est la fille de Hayley et Laurel Armstong et fait partie de la famille Armstrong, une famille riche et haut placée.
Brooke, au départ vue comme une femme plaisante et sympathique, au fil du temps montrera graduellement un tempérament arrogant, détestable, prétentieux, dédaigneux et malveillant.

## Histoire du personnage

### Saison 3
Brooke accède à un poste chez D&D par l'intermédiaire d'Alison alors présidente de l'agence D&D. 
Elles deviendront très vite amies avant que Brooke ne commence à s'intéresser à Billy. Alors qu'Alison est toujours sincère avec Brooke celle-ci préfère jouer le jeu de la traîtrise en trahissant Alison pour aider Amanda à redevenir présidente de l'agence D&D. En échange Amanda doit l'aider à mettre le grappin sur Billy.
Elle chercha alors à créer de la friction entre Alison et Billy Campbell, en racontant à Billy qu'Alison n'était plus intéressée par lui. Elle se servit aussi de l'influence de son père, Hayley, pour faire muter Alison à Hong Kong.
Lorsque Billy finit par la demander en mariage son père tente de la dissuader en lui disant que Billy est un raté et pas un homme puissant et riche et que de par cette décision elle compromet son brillant destin. 
Brooke s'engagea avec Billy et les deux se marièrent, mais Alison fit irruption dans la propriété pour empêcher le mariage, mais elle fut chassée par Hayley et Billy.
Le couple, vivant dans la résidence des Armstrong, emménagea dans l'appartement de Billy afin de se soustraire de l'influence d'Hayley, qui déteste Billy.

### saison 4
La rivalité qu'elle entretient avec Alison prit un tournant encore plus grave lorsque Alison s'éprit amoureusement d'Hayley, le père de Brooke, et se maria avec lui. Brooke manifesta une haine croissante envers les deux, et ce, encore plus quand Hayley mourut noyé sur le bateau d'Alison. Brooke accusa Alison d'avoir tué Hayley et a même voulu la frapper.
Son mariage avec Billy prit un mauvais tournant lorsque Brooke apprit qu'elle n'avait jamais été enceinte le test avait été échangé avec une patiente elle n'a donc jamais été enceinte. Mais elle fit croire à Billy qu'elle attendait un bébé. Mais Billy découvrit la vérité et quitta Brooke.
Pour retrouver Billy, elle tenta de se suicider. Billy l'a retrouvé dans une mare de sang et lui sauva la vie.
Il retourna avec elle et se réconcilia avec.
Mais Brooke, toujours haineuse, jalouse et vindicative envers Alison, poursuit ses méfaits pour persécuter Alison, et Billy, répugné par le comportement hautain, frénétique et cruel de Brooke décida de la quitter et de demander le divorce.
Un soir alors que Billy, Jake, Jane et Alison allaient sortir en soirée, Brooke, saoule et ivrogne, apparut devant eux et tenta d'empêcher Billy de partir, et insulta Alison, Jane et Jake.
Billy partit et laissa Brooke seule.
Malencontreusement, Brooke tomba accidentellement dans la piscine et se heurta le front contre le rebord. Elle s'évanouit et meurt noyée dans la piscine. Alison et Billy ont tenté de la sauver sans qu'ils ne puissent rien faire, elle était déjà morte.
Brooke réapparut dans les rêves de Billy, trempée et blessée à la tête. 
Malgré le fait qu'il l'ait quittée, Billy honora sa mémoire et lui adressa un dernier adieu sur sa tombe.